# Paykan
Paykan (persisch: پيکان) ist die Bezeichnung für ein im Iran sehr verbreitetes Automodell, das bekannteste Produkt aus dem Hause Iran National (heute: Iran Khodro Industrial Group). Paykan lehnt sich an das persische Wort Peykan (Pfeil) an.
Es handelt sich dabei um ein Fahrzeug der Mittelklasse, das technisch auf dem englischen Modell Hillman Hunter von 1966 basiert. Die Fertigung im Iran wurde 1967 aufgenommen, zunächst aus angelieferten Teilen, die als „completely knocked down“ (CKD) vollständig zerlegt zum Zusammenbau im Iran geliefert wurden. Mitte der 1970er Jahre begann die – bis auf den Motor – vollständige Produktion im Iran. Nachdem der Hillman-Nachfolger Chrysler die Produktion in England 1979 eingestellt hatte und die Rechte der Konstruktion an den Iran verkauft hatte, war der Paykan ein rein iranisches Fahrzeug. Dort wurde der Wagen bis 2005 hergestellt.
Der Viertürer wird immer noch häufig als Taxi verwendet, sein Neupreis lag bei etwa 6000 Euro. Daneben existierten weitere Karosserieformen und Modelle, ein Pick-up und der sogenannte „Jugendpaykan“ mit einem schwächeren Motor.
Der Paykan war nicht nur ein unmittelbarer Erfolg, er brachte seinen Besitzer beim Verkauf als Gebrauchtwagen mehr ein, als er als Neufahrzeug gekostet hatte. Zum einen war der Preisanstieg auf die steigende Inflation im Iran zurückzuführen. Zum anderen lag es auch daran, dass die Nachfrage die Produktion bei weitem übertraf. War zunächst bei Produktionsbeginn im Jahr 1967 eine Jahresproduktion von 7000 Fahrzeugen vorgesehen, wurden 1978 pro Jahr 136.000 Fahrzeuge hergestellt. Die Produktion lief in drei Schichten 24 Stunden pro Tag und 7 Tage die Woche.

Premierminister Amir Abbas Hoveyda in seinem Paykan
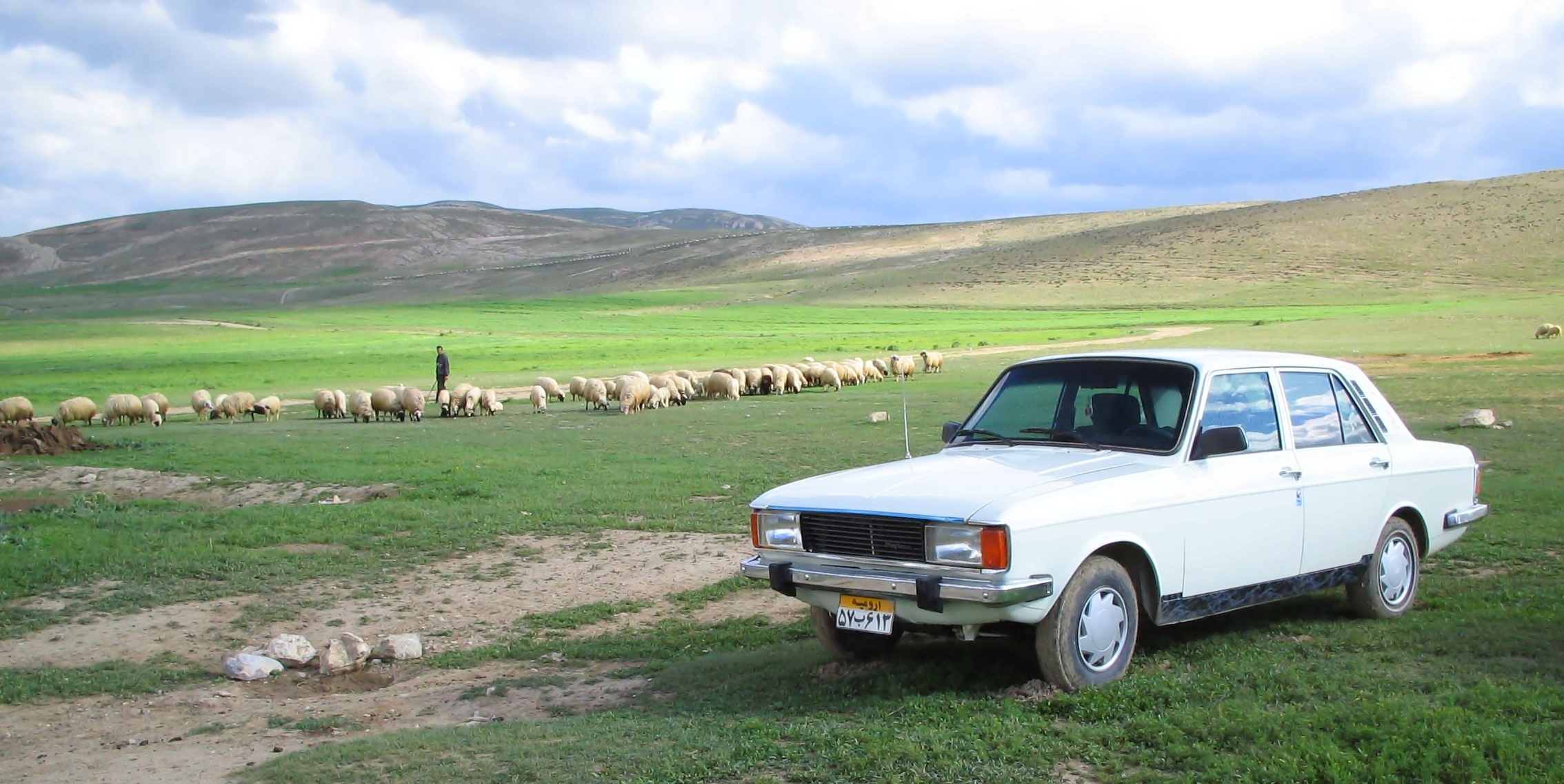
Paykan auf dem Lande
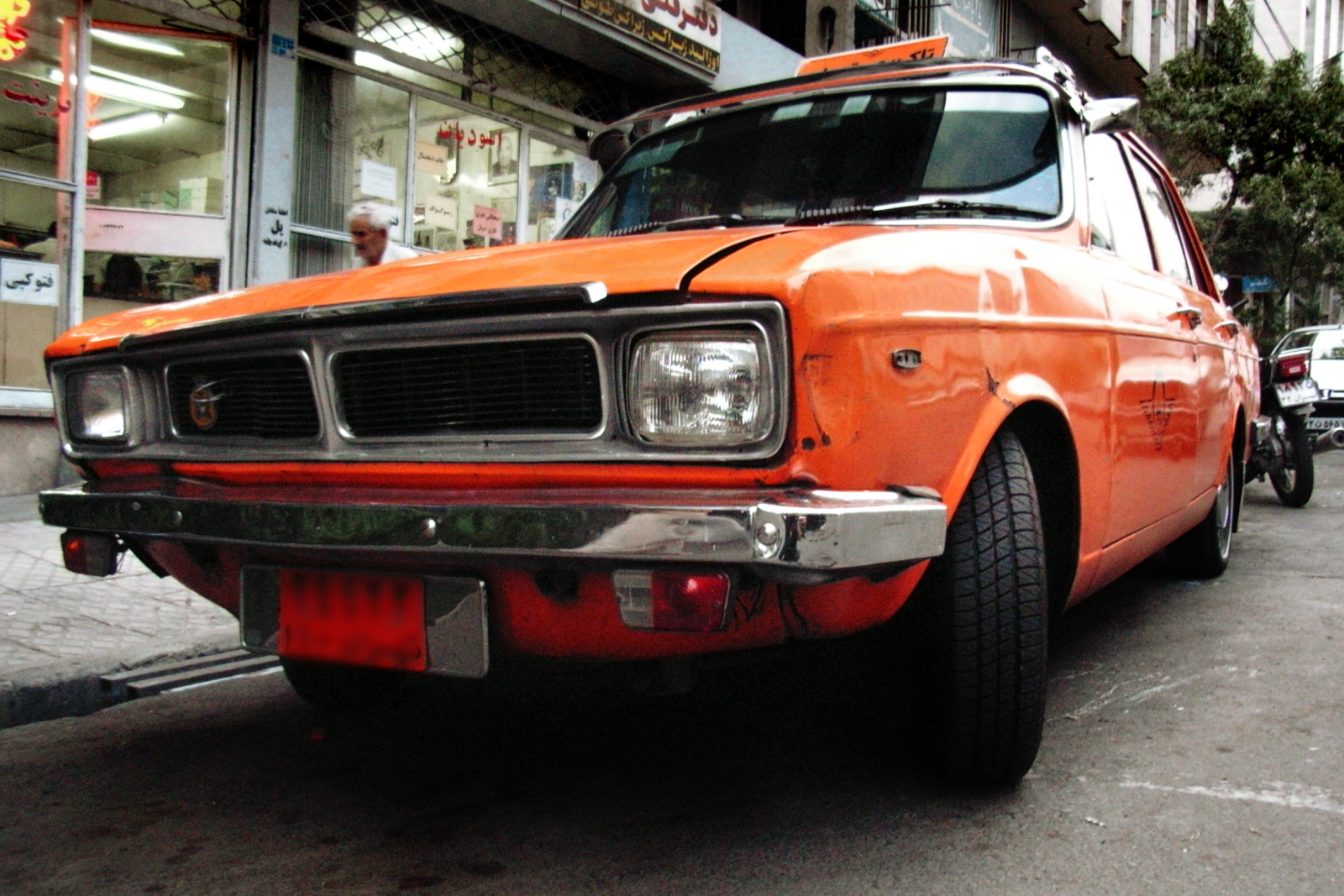
Paykan deluxe
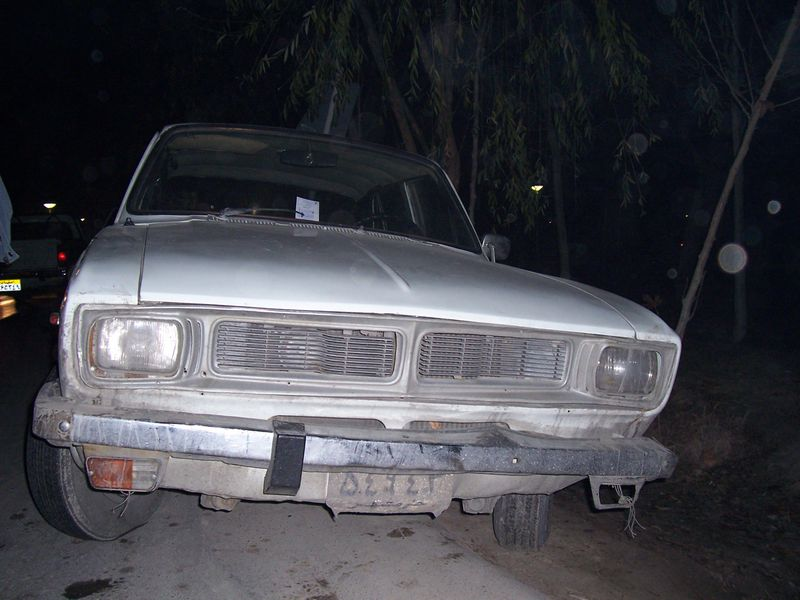
Leicht lädierter älterer Paykan
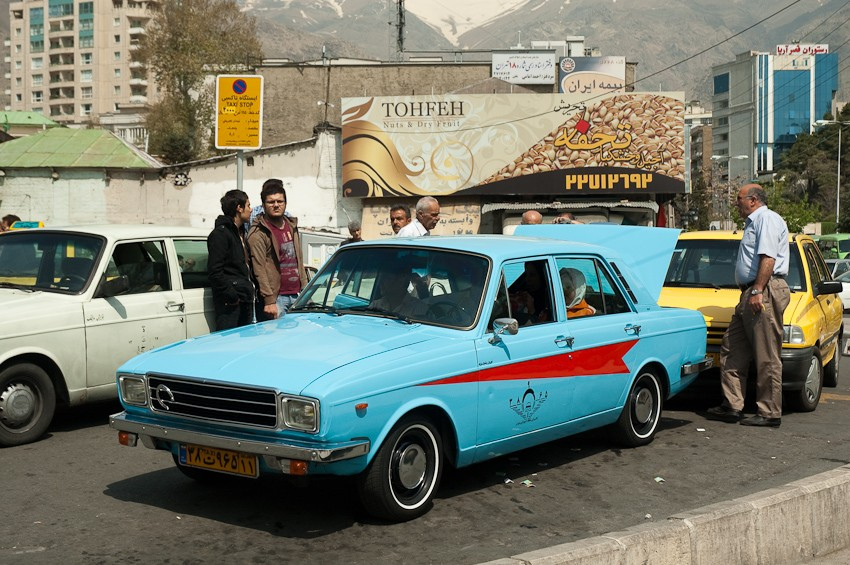
Paykan-Taxi in Teheran
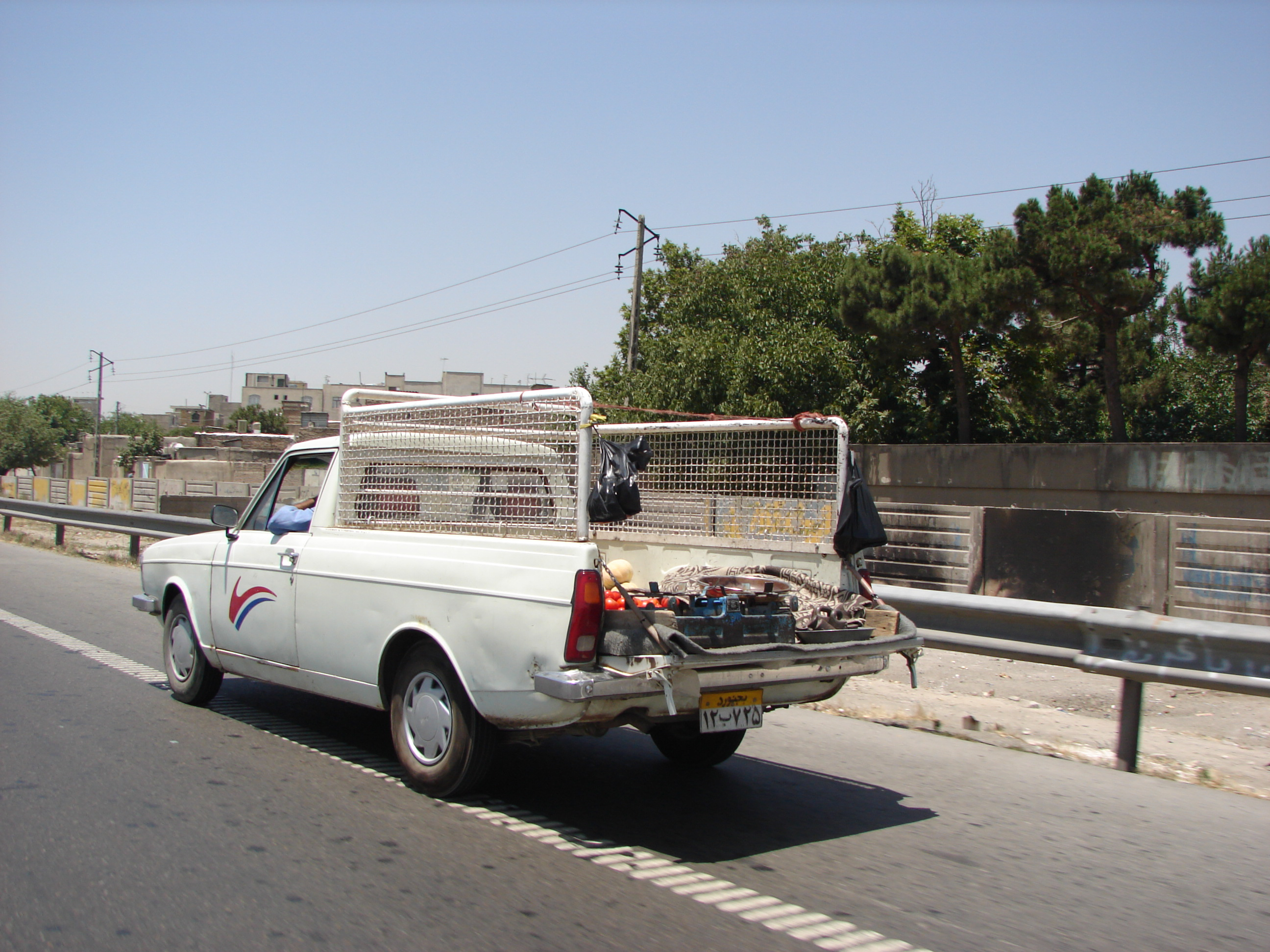
Paykan Pick-up